# Top Volley 2020-2021
Questa voce raccoglie le informazioni riguardanti la Top Volley nelle competizioni ufficiali della stagione 2020-2021.

## Stagione
Nella stagione 2020-21 la Top Volley assume la denominazione sponsorizzata di Top Volley Cisterna.
Partecipa per la diciannovesima volta alla Superlega; chiude la regular season di campionato al dodicesimo posto in classifica, qualificandosi per i play-off per il 5º posto: non passa alla fase finale a seguito del sesto posto nel girone.
È eliminata dalla Coppa Italia nella fase a gironi.

## Organigramma societario
Area direttiva
- Presidente: Gianrio Falivene
- Presidente onorario: Massimiliano Marini
- Vicepresidente: Denis Francia
- Amministrazione: Bruno Monteferri, Valentina Amore
- Team manager: Bartolomeo Cappa
- Direttore sportivo: Candido Grande
- Addetto agli arbitri: Mauro Petrolini
- Logistica: Michael Di Capua

Area tecnica
- Allenatore: Lorenzo Tubertini (fino al 9 ottobre 2021), Slobodan Kovač (dal 13 ottobre 2021)
- Allenatore in seconda: Roberto Cocconi
- Assistente allenatore: Elio Tommasino
- Scout man: Maurizio Cibba

Area comunicazione
- Ufficio stampa: Giuseppe Baratta
- Area comunicazione: Luigi Goldner, Giuseppe Baratta
- Fotografo: Paola Libralato
- Grafica e sviluppo: Danilo Cirelli
- Speaker: Giuseppe Baratta

Area marketing
- Ufficio marketing: Luigi Goldner, Giuseppe Baratta
- Biglietteria: Marina Cacciapuoti, Patrizia Cacciapuoti

Area sanitaria
- Medico: Francesco Giuseppe Potestio, Amedeo Verri
- Preparatore atletico: Andrea Pozzi
- Fisioterapista: Valeria Diviziani, Erasmo Galeno, Elio Paolini
- Ortopedico: Gianluca Martini
- Osteopata: Mirko Carnevale
- Podologo: Alessandro Russo
- Radiologo: Francesco Sciuto
- Psicologo: Elena Di Chiara
- Nutrizionista: Salvatore Battisti

## Rosa
| N° | Nome               | Ruolo | Data di nascita  | Nazionalità sportiva |
| -- | ------------------ | ----- | ---------------- | -------------------- |
| 1  | Oreste Cavuto      | S     | 5 dicembre 1996  | Italia               |
| 3  | Domenico Cavaccini | L     | 13 marzo 1987    | Italia               |
| 5  | Daniele Sottile    | P     | 17 agosto 1979   | Italia               |
| 7  | Kévin Tillie       | S     | 2 novembre 1990  | Francia              |
| 8  | Georgi Seganov     | P     | 10 giugno 1993   | Bulgaria             |
| 9  | Luca Rossato       | S     | 27 gennaio 2001  | Italia               |
| 10 | Giulio Sabbi       | O     | 10 agosto 1989   | Italia               |
| 13 | Andrea Rossi       | C     | 14 febbraio 1989 | Italia               |
| 14 | Samuel Onwuelo     | O     | 18 aprile 1997   | Italia               |
| 15 | Andrea Rondoni     | L     | 16 marzo 1999    | Italia               |
| 18 | Luigi Randazzo     | S     | 30 aprile 1994   | Italia               |
| 21 | Tobias Krick       | C     | 22 ottobre 1998  | Germania             |
| 31 | Arthur Szwarc      | C     | 30 marzo 1995    | Polonia              |

## Mercato
| Acquisti | Acquisti       | Acquisti          | Acquisti   |
| R.       | Nome           | da                | Modalità   |
| -------- | -------------- | ----------------- | ---------- |
| S        | Oreste Cavuto  | Porto Robur Costa | definitivo |
| C        | Tobias Krick   | Rüsselsheim       | definitivo |
| S        | Luigi Randazzo | Padova            | definitivo |
| O        | Giulio Sabbi   | Shanghai          | definitivo |
| P        | Georgi Seganov | Halkbank          | definitivo |
| S        | Kévin Tillie   | Projekt Warszawa  | definitivo |

| Cessioni | Cessioni             | Cessioni             | Cessioni   |
| R.       | Nome                 | a                    | Modalità   |
| -------- | -------------------- | -------------------- | ---------- |
| C        | Alberto Elia         | Olimpia SBV Galatina | definitivo |
| S        | Moritz Karlitzek     | Modena               | definitivo |
| S        | Ezequiel Palacios    | Montpellier          | definitivo |
| O        | Jean Patry           | Powervolley Milano   | definitivo |
| P        | Milan Peslać         | NBV                  | definitivo |
| S        | Maarten van Garderen | Ziraat Bankası       | definitivo |

## Risultati

### Superlega

#### Girone di andata
| 1ª giornata - 27 settembre 2020 Palalido, Milano                           | Powervolley Milano | 3 - 0 | Top Volley Latina | 25-20, 26-24, 25-20               |
| 2ª giornata - 4 ottobre 2020 Palazzetto dello Sport, Cisterna di Latina    | Top Volley Latina  | 0 - 3 | Padova            | 22-25, 16-25, 18-25               |
| 3ª giornata - 7 ottobre 2020 Palazzetto dello Sport, Cisterna di Latina    | Top Volley Latina  | 1 - 3 | You Energy        | 25-22, 21-25, 22-25, 21-25        |
| 4ª giornata - 11 ottobre 2020 PalaDeAndré, Ravenna                         | Porto Robur Costa  | 3 - 0 | Top Volley Latina | 25-22, 25-21, 25-21               |
| 5ª giornata - 14 ottobre 2020 PalaEvangelisti, Perugia                     | Sir Safety Perugia | 3 - 0 | Top Volley Latina | 25-23, 25-21, 25-20               |
| 6ª giornata - 18 ottobre 2020 Palazzetto dello Sport, Cisterna di Latina   | Top Volley Latina  | 3 - 1 | Milano            | 25-23, 25-23, 21-25, 25-23        |
| 7ª giornata - 25 ottobre 2020 PalaOlimpia, Verona                          | NBV                | 3 - 2 | Top Volley Latina | 25-19, 26-28, 25-23, 24-26, 15-11 |
| 8ª giornata - 1º novembre 2020 Palazzetto dello Sport, Cisterna di Latina  | Top Volley Latina  | 1 - 3 | Trentino          | 17-25, 20-25, 25-22, 24-26        |
| 9ª giornata - 2 dicembre 2020 PalaCivitanova, Civitanova Marche            | Lube               | 3 - 0 | Top Volley Latina | 25-23, 25-15, 25-17               |
| 10ª giornata - 16 dicembre 2020 PalaMaiata, Vibo Valentia                  | Callipo            | 3 - 0 | Top Volley Latina | 25-17, 25-16, 25-18               |
| 11ª giornata - 25 novembre 2020 Palazzetto dello Sport, Cisterna di Latina | Top Volley Latina  | 2 - 3 | Modena            | 19-25, 25-19, 27-25, 22-25, 7-15  |

#### Girone di ritorno
| 12ª giornata - 29 novembre 2020 Palazzetto dello Sport, Cisterna di Latina | Top Volley Latina | 0 - 3 | Powervolley Milano | 21-25, 20-25, 18-25               |
| 13ª giornata - 6 dicembre 2020 PalaSanLazzaro, Padova                      | Padova            | 3 - 1 | Top Volley Latina  | 25-18, 20-25, 25-16, 27-25        |
| 14ª giornata - 13 dicembre 2020 PalaBanca, Piacenza                        | You Energy        | 3 - 0 | Top Volley Latina  | 25-21, 25-19, 25-17               |
| 15ª giornata - 20 dicembre 2020 Palazzetto dello Sport, Cisterna di Latina | Top Volley Latina | 1 - 3 | Porto Robur Costa  | 22-25, 24-26, 25-23, 19-25        |
| 16ª giornata - 27 dicembre 2020 Palazzetto dello Sport, Cisterna di Latina | Top Volley Latina | 0 - 3 | Sir Safety Perugia | 14-25, 19-25, 21-25               |
| 17ª giornata - 3 gennaio 2021 Palazzetto dello Sport, Monza                | Milano            | 3 - 1 | Top Volley Latina  | 25-22, 23-25, 25-23, 25-22        |
| 18ª giornata - 10 gennaio 2021 Palazzetto dello Sport, Cisterna di Latina  | Top Volley Latina | 0 - 3 | NBV                | 23-25, 22-25, 23-25               |
| 19ª giornata - 16 gennaio 2021 PalaTrento, Trento                          | Trentino          | 3 - 1 | Top Volley Latina  | 24-26, 26-24, 25-20, 25-18        |
| 20ª giornata - 24 gennaio 2021 Palazzetto dello Sport, Cisterna di Latina  | Top Volley Latina | 0 - 3 | Lube               | 18-25, 18-25, 21-25               |
| 21ª giornata - 2 febbraio 2021 Palazzetto dello Sport, Cisterna di Latina  | Top Volley Latina | 3 - 2 | Callipo            | 15-25, 27-25, 21-25, 25-21, 15-12 |
| 22ª giornata - 6 febbraio 2021 PalaPanini, Modena                          | Modena            | 3 - 1 | Top Volley Latina  | 26-24, 19-25, 25-13, 25-18        |

#### Play-off 5º posto
| 1ª giornata - 28 marzo 2020 Palazzetto dello Sport, Cisterna di Latina  | Top Volley Latina  | 3 - 0 | Callipo           | 25-12, 25-18, 25-18               |
| 2ª giornata - 31 marzo 2020 Palalido, Milano                            | Powervolley Milano | 3 - 2 | Top Volley Latina | 25-22, 25-22, 18-25, 35-37, 15-13 |
| 3ª giornata - 4 aprile 2020 Palazzetto dello Sport, Cisterna di Latina  | Top Volley Latina  | 2 - 3 | You Energy        | 13-25, 25-20, 22-25, 27-25, 9-15  |
| 4ª giornata - 8 aprile 2020 Carisport, Cesena                           | Porto Robur Costa  | 2 - 3 | Top Volley Latina | 23-25, 25-23, 25-23, 28-30, 16-18 |
| 5ª giornata - 10 aprile 2020 PalaSanLazzaro, Padova                     | Padova             | 3 - 0 | Top Volley Latina | 25-17, 25-19, 25-15               |
| 6ª giornata - 14 aprile 2020 Palazzetto dello Sport, Cisterna di Latina | Top Volley Latina  | 2 - 3 | Modena            | 29-27, 24-26, 25-21, 23-25, 15-17 |
| 7ª giornata - 18 aprile 2020 PalaOlimpia, Verona                        | NBV                | 3 - 1 | Top Volley Latina | 25-23, 19-25, 28-26, 32-30        |

### Coppa Italia

#### Fase a gironi
| 1ª giornata - 13 settembre 2020 PalaBanca, Piacenza                        | You Energy        | 1 - 3 | Top Volley Latina | 22-25, 25-23, 26-28, 19-25        |
| 2ª giornata - 20 settembre 2020 Palazzetto dello Sport, Cisterna di Latina | Top Volley Latina | 0 - 3 | Porto Robur Costa | 16-25, 23-25, 20-25               |
| 3ª giornata - 23 settembre 2020 PalaSanLazzaro, Padova                     | Padova            | 3 - 2 | Top Volley Latina | 20-25, 25-21, 19-25, 25-23, 15-13 |

## Statistiche

### Statistiche di squadra
| Competizione | Punti | In casa | In casa | In casa | In trasferta | In trasferta | In trasferta | Totale | Totale | Totale |
| Competizione | Punti | G       | V       | P       | G            | V            | P            | G      | V      | P      |
| ------------ | ----- | ------- | ------- | ------- | ------------ | ------------ | ------------ | ------ | ------ | ------ |
| Superlega    | 7/8   | 14      | 3       | 11      | 15           | 1            | 14           | 29     | 4      | 25     |
| Coppa Italia | 4     | 1       | 0       | 1       | 2            | 1            | 1            | 3      | 1      | 2      |
| Totale       | -     | 15      | 3       | 12      | 17           | 2            | 15           | 32     | 5      | 27     |

G = partite giocate; V = partite vinte; P = partite perse

### Statistiche dei giocatori
| Giocatore    | Superlega | Superlega | Superlega | Superlega | Superlega | Coppa Italia | Coppa Italia | Coppa Italia | Coppa Italia | Coppa Italia | Totale | Totale | Totale | Totale | Totale |
| Giocatore    | P         | PT        | AV        | MV        | BV        | P            | PT           | AV           | MV           | BV           | P      | PT     | AV     | MV     | BV     |
| ------------ | --------- | --------- | --------- | --------- | --------- | ------------ | ------------ | ------------ | ------------ | ------------ | ------ | ------ | ------ | ------ | ------ |
| D. Cavaccini | 29        | 0         | 0         | 0         | 0         | 3            | 0            | 0            | 0            | 0            | 32     | 0      | 0      | 0      | 0      |
| O. Cavuto    | 28        | 210       | 171       | 24        | 15        | 3            | 12           | 12           | 0            | 0            | 31     | 222    | 183    | 24     | 15     |
| T. Krick     | 29        | 233       | 176       | 44        | 13        | 2            | 15           | 13           | 2            | 0            | 31     | 248    | 189    | 46     | 13     |
| S. Onwuelo   | 24        | 39        | 27        | 6         | 6         | 3            | 31           | 27           | 2            | 2            | 27     | 70     | 54     | 8      | 8      |
| L. Randazzo  | 24        | 226       | 206       | 11        | 9         | 3            | 37           | 36           | 0            | 1            | 27     | 263    | 242    | 11     | 10     |
| A. Rondoni   | 7         | 0         | 0         | 0         | 0         | 1            | 0            | 0            | 0            | 0            | 8      | 0      | 0      | 0      | 0      |
| L. Rossato   | 8         | 1         | 1         | 0         | 0         | 2            | 1            | 0            | 0            | 1            | 10     | 2      | 1      | 0      | 1      |
| A. Rossi     | 15        | 45        | 35        | 9         | 1         | 3            | 8            | 6            | 1            | 1            | 18     | 53     | 41     | 10     | 2      |
| G. Sabbi     | 21        | 365       | 307       | 33        | 25        | -            | -            | -            | -            | -            | 21     | 365    | 307    | 33     | 25     |
| G. Seganov   | 26        | 25        | 10        | 9         | 6         | 2            | 3            | 1            | 2            | 0            | 28     | 28     | 11     | 11     | 6      |
| D. Sottile   | 25        | 7         | 2         | 3         | 2         | 3            | 3            | 0            | 2            | 1            | 28     | 10     | 2      | 5      | 3      |
| A. Szwarc    | 29        | 312       | 232       | 43        | 37        | 3            | 28           | 18           | 5            | 5            | 32     | 340    | 250    | 48     | 42     |
| K. Tillie    | 27        | 213       | 179       | 14        | 20        | 3            | 36           | 33           | 2            | 1            | 30     | 249    | 212    | 16     | 21     |

P = presenze; PT = punti totali; AV = attacchi vincenti; MV = muri vincenti; BV = battute vincenti